# Школа № 24 (Мелітополь)
Мелітопольська середня школа № 24 — загальноосвітній навчальний заклад у місті Мелітополь Запорізької області. Є другою школою в місті за кількістю учнів після НВК № 16.

## Історія
Будівництво школи було розпочато в 1961 році, і 1 вересня 1962 школа розпочала роботу. У 1966 році в школі відбувся перший випуск. У 1970-і роки в школі відкрилися клуб інтернаціональної дружби, клуб бойової слави «Пошук», Ленінський зал, була встановлена шефська зв'язок з підприємствами Мелітопольмашстрой і Автоцветліт. У 1980-і роки школа підтримувала зв'язок з воїнами-інтернаціоналістами і їх сім'ями.
У 2007 році директор школи Алла Руденко звільнилася за власним бажанням, і новим директором стала Ірина Щербак, яка до цього працювала в школі № 24 піонервожатою, вчителем і завучем.
У 2012 році школа отримала комп'ютерний клас для учнів молодших класів.
За 50 років роботи школу закінчили понад 6000 учнів, більше 300 з них — з медалями.

## Традиції
Школа тісно співпрацює з ветеранським рухом. При школі працює музей бойової слави. Двічі на рік ветерани зустрічаються зі школярами на «уроках мужності».

## Досягнення
На міському етапі предметних олімпіад школа № 24 є одним з лідерів серед загальноосвітніх шкіл міста, але поступається більшості гімназій. Часто учні школи займають місця і на обласних олімпіадах, а в 2011 році Кирило Побиліца став переможцем Всеукраїнської олімпіади з російської мови. Школярі успішно беруть участь в обласних конкурсах-захистах наукових робіт МАН, міжнародному математичному конкурсі "Кенгуру".
Шкільні команди регулярно домагаються успіху на міських футбольних змаганнях та міських конкурсах знавців козацтва

## Директори
- Алла Іванівна Бойко
- Алла Руденко — до 2007 року[4]
- Щербак Ірина Анатоліївна — з 2007 року[15]